# Verena Bentele
Verena Bentele är en tysk längdåkare och skidskytt.

## Ungdom och utbildning
Verena Bentele, som föddes blind, växte upp i Wellmutsweiler i Bodenseekreis i Baden-Württemberg på ett ekologiskt jordbruk som drevs av hennes föräldrar Peter och Monika. En av hennes båda bröder, Michael Bentele, var också  vinteridrottare och paralympisk deltagare. Båda är synskadade på grund av en ärftlig åkomma.
Verena Bentele gick i grundskolan och gymnasiet för blinda i i stadsdelen Heiligenbronn i staden Schramberg i Schwarzwald från 1988 till 1994, i den statliga blindskolan i München 1994 till 1998 och i Tyska blindstudienanstalten (Carl-Strehl-Schule) 1998 till 2001, en specialskola för blinda och synskadade i Marburg, där hon tog examen från gymnasiet med fokus på ekonomi. 2011 tog hon magisterexamen med anmärkningen "mycket bra". 
 Hon tävlar för PSV München.

## Karriär efter olycka
En allvarlig olycka vid tyska mästerskapen 2009 var nära att tvinga Verena Bentele att upphöra med sin framgångsrika skidskytte- och längdskidåkningskarriär, vilket i så fall hade gjort att hon inte hade kunnat vinna de fem guldmedaljer som hon faktiskt vann i Paralympiska vinterspelen 2010 i Vancouver. Olyckan skedde sedan hennes medhjälpare hade gett henne fel riktning, och hon föll ner i ett dike och skadade allvarligt ett knä, fingrarna, levern och njurarna. Hon togs till ett sjukhus och blev opererad.

Trots detta fick Bentele sitt bästa olympiska resultat bara ett år senare. Som ett resultat av hennes deltagande i Paralympiska vinterspelen 2010 utsågs hon till bästa kvinnliga friidrottare vid Paralympic Sport Awards.
Bentele har vunnit priset "Laureus World Sportsperson of the Year with a Disability" för året 2011. I slutet av 2011 tillkännagav hon att hon skulle börja ta ut sin pension vid 29 års ålder. 2014 hedrades Bentele med en plats i Paralympic Hall of Fame.
Bentele nominerades av  Socialdemokratiska partiet i Tyskland till att vara delegat till Tysklands förbundsförsamling i syfte att välja Tysklands förbundspresident 2010, 2012 och 2017. Hon gick med i partiet 2012.

## Meriter
- Paralympiska vinterspelen 2006
  -  skidskytte 7,5 km synskadade
  -  längdskidåkning 5 km synskadade
  -  skidskytte 12,5 km synskadade